# OMV Petrom
OMV Petrom е най-голямата нефтена компания в Румъния. Управлението ѝ се намира в Букурещ. Основен предмет на дейност на компанията е експлоатация на находища на нефт, природен газ и други полезни изкопаеми, както и преработка на нефт, производство на нефтопродукти и пласментно-снабдителна и търговска дейност с петролни продукти. OMV Petrom е най-големият дистирибутор на нефтопродукти в Румъния.
Компанията е създадена като Petrom SA през 1991 г.
Към април 2005 г. най-големият акционер в Petrom става австрийската OMV с 51% дялово участие, следвана от румънската държава, която е собственик на 40,47% от дружеството. По данни на компанията, за 2004 г. нейните приходи надхвърлят 2 милиарда евро. Общият брой на работещите в Petrom през 2003 г. е 56 694 души (през 2002 г. – 60 459 души).
На извънредно общо събрание на фирмата е решено от 1 януари 2010 г. името на Petrom да се промени на OMV Petrom. Към този момент, мажоритарният акционер OMV има дял от 51%, Министерство на икономиката притежава 20,64% от компанията, Fondul Proprietatea има дял от 20,11%, Европейската банка за възстановяване и развитие притежава 2,03% от акциите и 6,21% от акциите са притежавани от миноритарни акционери.
От 1998 г. Petrom разработва находища и в Казахстан, а в Молдова и Унгария (Petrom Hungaria SRL) има дъщерни компании. Молдовският клон на компанията – ICS Petrom Moldova SA е вторият дистрибутор на нефтени продукти в Молдова с 28% пазарен дял за 2003 г.
Главен изпълнителен директор (CEO) на OMV Petrom е Мариана Георге (Mariana Gheorghe).